# Souad Razzouk
Souad Razzouk, née le 29 décembre 1973 à Oujda (Maroc) dans une famille maroco -algérienne de nationalité française, a été membre du Parlement de la Région de Bruxelles-capitale pendant la législature 2004-2009, d'abord pour le MR-FDF, puis pour le PS, pour lequel elle a été candidate aux élections régionales de 2009 avant de rejoindre le CDH en novembre 2009, pour lequel elle était candidate aux législatives de 2010.
Attachée au cabinet du secrétaire d'état régional Didier Gosuin (MR-FDF), elle est candidate aux élections législatives fédérales de mai 2003, sans succès. À nouveau candidate aux régionales bruxelloises de juin 2004, elle est cette fois élue. 
Cette députée bruxelloise est une des rares à s'être, en 2006, placée en infraction à la législation qui oblige les mandataires à déclarer l'ensemble de leurs mandats et fonctions, rémunérés ou non,. 
Candidate aux élections communales du 8 octobre 2006 à Bruxelles-ville, Souad Razzouk n'obtient pas de siège malgré une place visible sur la liste. Quatre mois plus tard, elle quitte le FDF pour rejoindre le PS, parce que "je préfère être à la droite d'un parti de gauche qu'à la gauche d'un parti de droite", et que "Je me suis rendu compte que je suis une socialiste qui s'ignore". Elle déclare aussi "C'est une décision longuement mûrie. Je ne me reconnais plus dans le FDF, qui ne porte aucun débat sociétal hormis les questions institutionnelles liées à la périphérie et à... Woluwe-Saint-Lambert.
Pour les élections de 2014 elle se trouve sur la liste CDH pour la région Bruxelloise.